# 大新镇 (太和县)
大新镇，是中华人民共和国安徽省阜阳市太和县下辖的一个乡镇级行政单位。

## 行政区划
大新镇下辖以下地区：
新集村、辛庄村、广缙村、禅堂村、董庙村、张路口村、张楼村、李各村和花园村。